# Marek Marczak

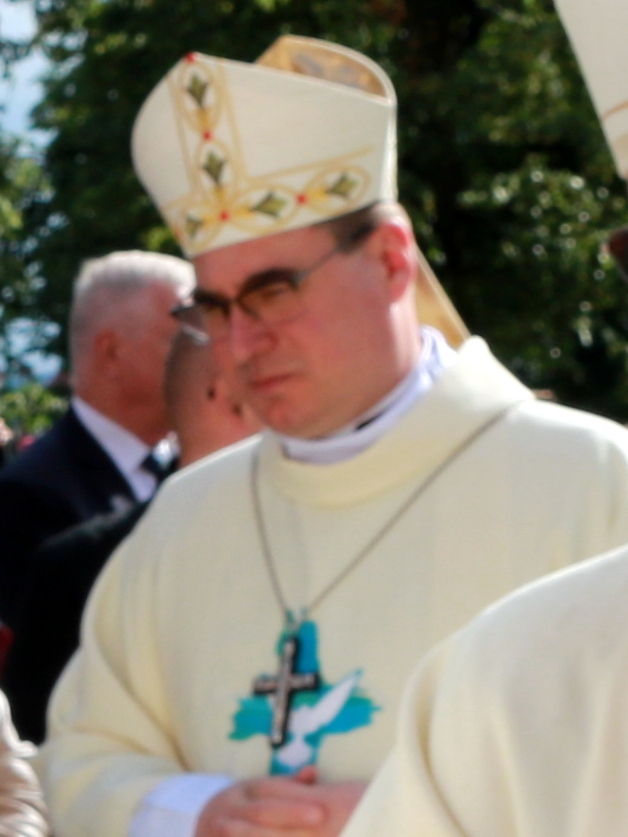
Marek Marczak (2018)

Wappen von Marek Marczak

Marek Marczak (* 17. Februar 1969 in Piotrków Trybunalski, Polen) ist ein polnischer Geistlicher und römisch-katholischer Weihbischof in Łódź.

## Leben
Marek Marczak empfing am 11. Juni 1994 das Sakrament der Priesterweihe für das Erzbistum Łódź. Von 1996 bis 2002 studierte er an der Päpstlichen Universität Gregoriana in Rom. Seit 2004 war Marczak Theologiedozent im Priesterseminar von Łódź. Gleichzeitig nahm er im Erzbistum weitere Aufgaben wahr. So war von 2004 bis 2013 Vorsitzender des Ausschusses für das Apostolat der Laien. 2013 wurde er schließlich Rektor des Priesterseminars von Łódź.
Am 28. Februar 2015 ernannte ihn Papst Franziskus zum Titularbischof von Leontium und bestellte ihn zum Weihbischof in Łódź. Die Bischofsweihe spendete ihm am 11. April desselben Jahres Marek Jędraszewski, Erzbischof von Łódź. Mitkonsekratoren waren Erzbischof Celestino Migliore, Apostolischer Nuntius in Polen, und der emeritierte Erzbischof von Łódź, Władysław Ziółek.